# Baškaus
Baškaus (rusky Башкаус) je řeka v Altajské republice v Rusku. Je 219 km dlouhá. Povodí má rozlohu 7770 km².

## Průběh toku
Odtéká z horského ledovcového karového jezera, které se nachází ve východní části Kurajského hřbetu. Na dolním toku protéká úzkou dolinou, jež se na mnoha místech mění ve skalní soutěsku. Ústí zleva do Čulyšmanu (povodí Obu).

## Vodní stav
Průměrný průtok vody u vesnice Usť-Ulagan činí přibližně 30 m³/s.